# Tiny Hill (orkestleider)
Harry Lawrence 'Tiny' Hill (Sullivan, 19 juli 1906 - Denver, 13 december 1971) was een Amerikaanse bandleider uit het bigband-tijdperk. Hij speelde tevens drums en banjo. Hill werd aangekondigd als 'America's Biggest Bandleader' vanwege zijn enorme omvang: hij woog zo'n 166 kilo.
Hill richtte in 1931 zijn eerste groep op die bekendstond als 'Fat Man's Band'. In 1934 werd hij drummer en zanger bij de Byron Dunbar band in Decatur, maar verliet de groep een jaar later om zelf een band op te richten, met leden van Byron Dunbar. De band, met onder meer Nook Schreier, speelde dixieland-jazz en hillbilly. Hun herkenningsmelodie was 'Dream Girl'. Rond 1937 speelde het orkest in een ballroom in Peoria. Vanaf 1939 had de band een vaste speelstek in Mill Ballroom in Chicago, waarvandaan ook radio-uitzendingen plaatshadden. De groep had eerst een grote aanhang in het Middenwesten, maar werd ook buiten dit gebied populair en deed ballrooms in het hele land aan. In de zomer van 1943 speelde de band in de 'Your Hit Parade'-radioshow. In 1945 werd Hill muzikaal directeur voor folk bij platenmaatschappij Mercury en bleef daar tot begin 1948. Met zijn orkest bleef hij actief tot in de jaren vijftig. Na het einde van het bigband-tijdperk speelde hij, tot aan zijn overlijden, met kleine combo's.
Hill maakte zo'n 95 platen voor zes verschillende labels, waaronder Vocalion en Mercury. In 1951 had hij een hit met 'Hot Rod Race'.

## Discografie (selectie)
- Dancin' and Singin' With Tiny Hill, Mercury, 1961
- The Uncollected Tiny Hill and His Orchestra, vol. 1 & 2 (1944), Hindsight, 1980

- Bibliothèque nationale de France: cb13943420d (data)
- Gemeinsame Normdatei: 119379635
- International Standard Name Identifier: 0000 0001 1670 1969
- Library of Congress Control Number: n82078551
- MusicBrainz: 18be96b9-5873-4eff-8036-514d1fc43cc7
- Système universitaire de documentation: 15650281X
- Virtual International Authority File: 72202747